# Dichagyris endemica
Dichagyris endemica is een vlinder uit de familie uilen (Noctuidae). De wetenschappelijke naam is voor het eerst geldig gepubliceerd in 1999 door Fibiger, Svendsen & Nilsson.
De soort komt voor in Europa.